# Континентален дрейф
Континенталният дрейф е теория за свободното движението на континентите един спрямо друг, носени от литосферните плочи.

## История на теорията
През XVII век английския философ Френсис Бейкън забелязва необичайна прилика между атлантическите крайбрежия на Южна Америка и Африка, чийто облик бил огледален. Това съвпадение е първопричината да се направи предположението, че в миналото те са били свързани в общ континент. Действително днес науката приема, че преди 200 милиона години на Земята е съществувал суперконтинент, наричан Пангея, който постепенно се раздробил на по-малки части.
Хипотезата за континенталния дрейф е предложена за първи път от немския геолог и метеоролог Алфред Вегенер през 1912 г. в неговата творба „Die Verschiebung der Kontinente“, в която обяснява, че континентите по някакъв начин извършват движения помежду си. Вегенер обаче е неспособен да предостави убедително обяснение за физическите процеси, които биха могли да причинят тези размествания на земните пластове. Неговото предложение, че континентите се разкъсват от центробежните сили на земното въртене, е сметнато за нереалистично от научната общност.
По-късно теорията придобива поддръжници в лицето на южноафриканския геолог Александър дьо Тоит, както и в това на Артър Холмс. Идеята за континенталния дрейф не е широко общоприета като теория до края на 50-те години на XX век. През 60-те години геоложките изследвания, ръководени от група учени, като Хари Хес, карат много геолози да одобрят теорията за „дрейфа“.
В днешно време теорията за континенталния дрейф е част от друга по-голяма теория – тази за тектониката на плочите.

## За „дрейфа“
Земната литосфера, която е с дебелина около 100 km, включва в състава си земната кора и най-горния слой на мантията. Тя е съставена от шест големи слоя и множество по-малки. Според теорията, наречена „тектоника на плочите“, тези пластове, носейки със себе си континентите и дъното на океаните, се придвижват по Земята. Изчислено е, че изминатото разстояние при континенталните движения (дрейф) средно за една година е между 1 и 5 см (според други до 20 см). По този начин в географията на Земята настъпват промени. Установено е например, че Атлантическият океан се разширява с всяка изминала година.
При дрейфовете може да се срещнат няколко различни явления. Когато земните пластове се плъзгат по астеносферата (пластичен слой на горната мантия), те се сближават или отдалечават една от друга. Когато се отдалечават, магмата от мантията се издига нагоре и създава нова океанска или земна кора. Когато се сближават, едната от двете плочи бавно се подпъхва под другата и образува дълбока океанска падина, а когато подпъхването е невъзможно те се сблъскват и се образуват планински вериги. Някои плочи се трият една в друга. Повечето вулканични изригвания и земетресения възникват по границите на плочите. Благодарение на континенталния дрейф географията на Земята се променя напълно измеримо с всяка изминала година.